# Tony Blackplait
Tony Blackplait (Tallinn, 24 april 1963), vanwege de staat van zijn gebit ook wel Tõnu Trubetsky genoemd, is een Estlandse muzikant en journalist die bekendheid vergaarde als zanger van de Vennaskond, Felis Ultramarinus, Vürst Trubetsky & J. M. K. E., The Un Concern en The Flowers of Romance.

## Discografie

### Vennaskond
- Ltn. Schmidt’i pojad (1991, MC, Vennaskond),
- Girl In Black (1991, Vinyl single, Vennaskond),
- Rockipiraadid (1992, MC, Theka),
- Usk. Lootus. Armastus (1993, MC, CD, EHL Trading/Vennaskond),
- Vaenlane ei maga (1993, MC, Vennaskond),
- Võluri tagasitulek (1994, MC, Vennaskond),
- Inglid ja kangelased (1995, MC, CD, Vennaskond),
- Mina ja George (1996, MC, CD, Vennaskond),
- Reis Kuule (1997, MC, CD, Vennaskond),
- Insener Garini hüperboloid (1999, MC, compilation, Vennaskond),
- Priima (1999, 2MC, 2CD, compilation, HyperElwood),
- Warszawianka (1999, MC, CD, HyperElwood),
- Ma armastan Ameerikat (2001, MC, CD, DayDream Productions/Kaljukotkas/Remavert),
- News from Nowhere (2001, MC, CD, Kaljukotkas/DayDream/Remavert),
- Subway (2003, CD, Vennaskond),
- Rīgas Kaos (2005, LP, Līgo).

#### Kompilationen mit Vennaskond
- Balts Bite Back! (1993, MC, CD, Stupido Twins/Zona),
- Rock. Pop in the East (1996, 2CD, RFI),
- Europodium. Top of the European Pops (1997, CD, RFI Musique).

### Vürst Trubetsky & J. M. K. E.
- Rotipüüdja (2000, MC, CD, Melodija/Kaljukotkas)

### The Flowers of Romance
- Sue Catwoman (2004, CDEP, MFM Records)
- Sue Catwoman (2004, CD, The Flowers of Romance)
- Paris (2006, CD, Līgo)

#### Kompilationen mit The Flowers of Romance
- Punk Occupation 12 (2006, CD, Feńka R'n'R/Crazy Rat)

## Filmografie

### Als regisseur
- "Vennaskond. Millennium" (1998, VHS, 90 min., Faama Film/Trubetsky Pictures)
- "Vennaskond. Ma armastan Ameerikat" (2001, VHS, 140 min., DayDream Productions/Trubetsky Pictures)
- "Vennaskond. Sügis Ida-Euroopas" (2004, 2DVD, 185 min., DayDream/Trubetsky Pictures)

### Als acteur
- "Serenade" (dir. Rao Heidmets, 1987)
- "The Sweet Planet" (dir. Aarne Ahi, 1987)
- "War" (dir. Hardi Volmer & Riho Unt, 1987)
- "Hysteria" (dir. Pekka Karjalainen, 1992)
- "Moguchi" (music by Vennaskond, dir. Toomas Griin & Jaak Eelmets, 2004)